# 播磨一宮郵便局
播磨一宮郵便局（はりまいちのみやゆうびんきょく）は兵庫県宍粟市にある郵便局である。

## 概要
住所：〒671-4199 兵庫県宍粟市一宮町安積1330-1

## 沿革
- 1876年（明治9年）12月5日 - 安積郵便局として開設。
- 1988年（昭和63年）2月22日 - 播磨一宮郵便局に改称[1]
- 1988年（昭和63年）3月28日 - 三方郵便局から集配業務を移管[2]
- 2007年（平成19年）2月13日 - 波賀郵便局から集配業務を移管
- 2007年（平成19年）10月1日 - 民営化に伴い、併設された郵便事業播磨山崎支店播磨一宮集配センターに一部業務を移管
- 2012年（平成24年）10月1日 - 日本郵便株式会社発足に伴い、郵便事業播磨山崎支店播磨一宮集配センターを播磨一宮郵便局に統合

## 取扱内容
- 郵便、印紙、ゆうパック、内容証明
- 貯金、為替、振替、振込、国際送金、国債、投資信託
- 生命保険、バイク自賠責保険
- 地方公共団体事務（兵庫県住宅再建共済基金利用申込取次事務）
- ゆうちょ銀行ATM
- 「671-41xx」区域（宍粟市一宮町）、「671-42xx」区域（宍粟市波賀町）の集配業務

## 周辺
- 宍粟市一宮市民局